# La Pierre qui Tourne
La Pierre qui tourne est un monolithe naturel, haut de 8 mètres et large de 3 mètres, situé à Châtel-Censoir, dans l'Yonne, dans la région française de Bourgogne-Franche-Comté.

## Géologie
L'ère mésozoïque a vu la Bourgogne envahie par la mer au Jurassique, ce qui a entrainé un dépôt de sédiments, qui ont donné les calcaires et marnes occupant l'axe Cosne-sur-Loire / Châtillon-sur-Seine et Auxerre / Avallon. Les glaciations quaternaires (gels et dégels), ainsi que l'érosion ont modifié ces calcaires, en attaquant d'abord les plus tendres.
Châtel-Censoir fait partie de cette zone géologique autour de l'Yonne, avec des roches calcaires plus dures et ayant donc mieux résisté à l'érosion, tels les rochers de Saint-Pèlerin, le Saussois, les rochers du Bois du Parc et bien entendu la Pierre qui tourne.

## Situation
La Pierre qui tourne est située à l'entrée de la vallée de l'Ausson, sur le chemin parallèle au chemin n°39, le chemin des Hâtes, qui relie Châtel-Censoir au hameau des Quatre-Vents sur une longueur de 2,35 km. Ce chemin parallèle est rejoint par le chemin des Hâtes, devenu friche et qui desservait la ferme des Brûlis.
« Le ruisseau d'Ausson offre un aspect tout différent : sa vallée, moins étendue, mais plus fraîche encore, revêt les formes des paysages du Morvan, le rocher de la pierre qui tourne en marque l'entrée ».

## Description
La Pierre qui tourne n'est pas un mégalithe mais un rocher naturel haut de 8 mètres, sur 3 mètres de large, résultat de l'érosion d'une « cuesta » issue du Jurassique. Quelques rochers moins volumineux en témoignent également tout le long du chemin qui menait à la ferme des Brûlis.

## Légende
Selon une légende populaire, la Pierre tourne tous les jours à midi. Cette pierre était déjà connue au XVIe siècle selon un compte du chapître de Châtel-Censoir de 1572.